# Diplocampta secunda
Diplocampta secunda är en tvåvingeart som beskrevs av Paramonov 1931. Diplocampta secunda ingår i släktet Diplocampta och familjen svävflugor. Inga underarter finns listade i Catalogue of Life.